# 13 x 13
13 x 13 (Tretze per Tretze) va ser una publicació humorística en català editada a Igualada l'any 1932.

## Descripció
Portava el subtítol «Periòdic grotesc» i també «surt quan vol i quan pot».
S'imprimia a la impremta Codorniu. Tenia quatre pàgines, a tres columnes, amb un format de 34 x 24,5 cm. El primer i únic número va sortir el 21 de juliol de 1932.

## Continguts
A l'article de presentació deien «Nosaltres combatrem sens «cuartel» i sens local, perquè no podem pagar el lloguer, nosaltres farem perquè la gent es tregui aquesta crosta que porta de moltes generacions que és la superstició, mesellisme, política d'all i oli, religió i pobresa moral...».
Com a salutació hi havia una poesia en to burlesc, on afirmaven: «A nostre guinyol tothom hi apareixerà / des de l'alcalde als «radicals rebeldes» / tothom haurà de sirgar».
Hi havia comentaris irònics sobre la política local, el feminisme i les notícies publicades pels altres periòdics igualadins. Els articles van sense signar o signats amb pseudònims com Karpanta, Taboll o Gat de Societat.

## Localització
- Biblioteca Central d'Igualada. Plaça de Cal Font. Igualada.